# Ejike Uzoenyi
Christantus Ejike Uzoenyi (Aba, 23 marzo 1992, secondo altre fonti 23 marzo 1988) è un ex calciatore nigeriano, di ruolo centrocampista.

## Carriera

### Club
Dopo aver precedentemente giocato nella prima divisione nigeriana, l'11 maggio 2013 fa il suo esordio in Ligue 1 nella partita persa 4-1 in trasferta contro il Valenciennes. In seguito gioca anche nella prima divisione sudafricana ed in quella bosniaca.

### Nazionale
Ha vinto la Coppa d'Africa nel 2013; nel 2014 ha partecipato ai Mondiali.

## Palmarès

### Club

#### Competizioni nazionali
- Campionato nigeriano: 1

Enyimba: 2005
- Campionato sudafricano: 2

Mamelodi Sundowns: 2015-2016
Bidvest Wits: 2016-2017
- Nedbank Cup: 1

Mamelodi Sundowns: 2015
- Coppa di Lega sudafricana: 1

Mamelodi Sundowns: 2015

#### Competizioni internazionali
- CAF Champions League: 1

Mamelodi Sundowns: 2016

### Nazionale
- Coppa d'Africa: 1

Sudafrica 2013